# Штангеєв Федір Тимофійович
Федір Тимофійович Штангеєв (1843 — 30 листопада (12 грудня) 1898, Ялта) — ялтинський лікар, спеціаліст по туберкульозу, громадський діяч.

## Біографія
З листа Кониського до чернігівського адвоката, діяча українського руху Іллі Шрага за початок лютого 1896 р. знаходимо такі дані про Штангеєва: «Лікар — наш такий земляк, д[и]яконенко з Жаботина, київський семінарист, людина дуже гарна». Відтак можна припустити, що Штангеєв народився не в Ялті, як зазвичай показують джерела, а в Жаботині (нині село в Кам'янському районі Черкаської області), в родині диякона, і деякий час навчався в Київській духовній академії.
Жив в Ялті у власному будинку на вулиці Церковній (зараз вулиця Толстого). Був членом Ялтинської міської думи, працював у кількох комісіях, був членом Кримського гірського клубу.
Помер 28 лютого 1900 року. Був похований на колишньому Масандрівському кладовищі в Ялті.

## Лікарська діяльність, праці
З 1874 року широко застосовував на Південному березі Криму методи кліматолікування.
У вересні 1886 р., під час гастролей у Севастополі Марко Кропивницький недужим прибув до Ялти, куди від початку планував приїхати на лікування. «Всю дорогу я був у гарячці і в маренні. Нарешті, сьогодні шостий день після приїзду в Ялту, я піднявся з ліжка, дякуючи відомому лікареві ревматичних хвороб Ф. Т. Штангелову», — писав артист у листі до Панаса Саксаганського, помилково зазначивши прізвище медика.
Наприкінці 1896 р. іншим видатним пацієнтом Штангеєва став український літературний і громадський діяч Олександр Кониський. Перебуваючи на півдні Криму в грудні 1895 р., в листі до Михайла Грушевського він зазначає, що двоє місцевих чоловіків обіцяли йому записатися до НТШ, фактичним засновником якого він був, і подати відповідні наукові статті: зокрема, один матеріал мав розповідати про вплив кримського клімату на лікування сухот. Ймовірно, автором цієї статті та потенційним кримським членом НТШ мав стати Федір Штангеєв. Втім, у наукових працях товариства матеріалів на зазначену тематику не виявлено.
Його основні праці:
- «Лікування легеневої сухоти в Ялті» (1885);
- «Про лікування і режим при сухоті» (1898)[4].

У своїх «Листах з Криму» за 1896 р. Кониський згадує Штангеєва як «годованця Київського університету» (св. Володимира, нині Київський національний університет) і зазначає, що використав його працю «Лечение лёгочной чахотки в Ялте» (СПб, 1886 р.) «підмогою в бесіді про Ялту як місце лічебне, як кліматичну стацію».

## Пам'ять

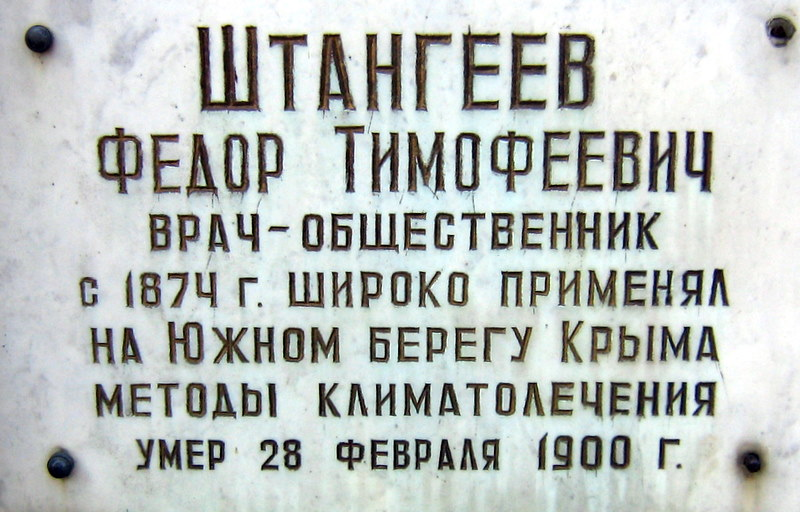
пам'ятна дошка

Під час Першої світової війни в Ялті функціонувала міська початкова школа ім. Ф. Т. Штангеєва (Штангеєвське училище), яка була розташована на перетині вулиць Полікурівської та Церковної (сучасна вул. Толстого; ймовірно, в будинку, де мешкав Штангеєв).
Іменем Штангеєва названа частина знаменитої Боткінської стежки — Штангеєвська стежка. На Полікурівському меморіалі в Ялті в 1982 році йому встановлена пам'ятна дошка.